# 1425
- Wikisource

| Calendário gregoriano                                                        | 1425 MCDXXV                                          |
| Ab urbe condita                                                              | 2178                                                 |
| Calendário arménio                                                           | 874 – 875                                            |
| Calendário bahá'í                                                            | -419 – -418                                          |
| Calendário budista                                                           | 1969                                                 |
| Calendário chinês                                                            | 4121 – 4122 Início a 20 de janeiro (aproximadamente) |
| Calendário copta                                                             | 1141 – 1142                                          |
| Calendário etíope                                                            | 1417 – 1418                                          |
| Calendários hindus - Vikram Samvat - Calendário nacional indiano - Cáli Iuga | 1480 – 1481 1346 – 1347 4525 – 4526                  |
| Calendário Holoceno                                                          | 11425                                                |
| Calendário islâmico                                                          | 828 – 829                                            |
| Calendário judaico                                                           | 5185 – 5186                                          |
| Calendário persa                                                             | 803 – 804                                            |
| Calendário rúnico                                                            | 1675                                                 |
| Calendário solar tailandês                                                   | 1968                                                 |

1425 (MCDXXV, na numeração romana) foi um ano comum do século XV do Calendário Juliano, da Era de Cristo, e a sua letra dominical foi G (52 semanas), teve início numa segunda-feira e terminou também numa segunda-feira.
| Ano completo                         |
| ------------------------------------ |
| Ano comum com início à segunda-feira |

## Eventos
- Edificação da Capela de Santa Catarina no Funchal, ilha da Madeira.
- Construção do Convento de São Bernardino em Câmara de Lobos.
- Carta de doação de terras aos primeiros povoadores da Ilha da Madeira, feita por D.João I.
- Introdução da cana de açúcar na ilha da Madeira.
- Estabelecimento de Tristão Vaz Teixeira na Madeira acompanhado de sua mulher e filhos.
- Fundação da Igreja de Nossa Senhora da Conceição de Baixo.

## Mortes
- Lorenzo Monaco ou Piero di Giovanni, pintor de Florença, na Itália (n. 1370).
- Madhava de Sangamagrama, matemático indiano (n. 1350).